# Conrado Marrero

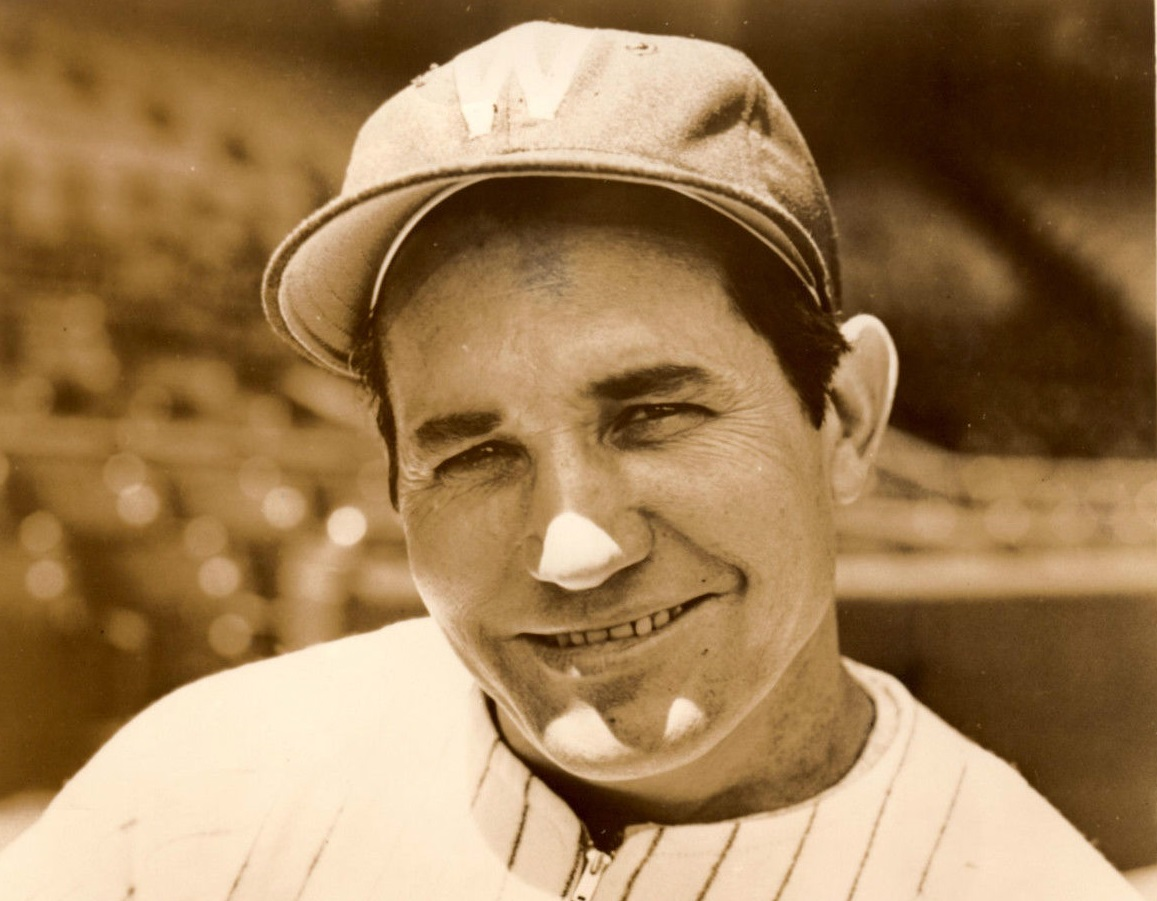
Connie Marrero

Conrado Eugenio Marrero (Connie) Ramos (Sagua La Grande, 25 april 1911 – Havanna, 23 april 2014) was een Cubaans honkballer.
Marrero maakte zijn debuut in de Major League Baseball in 1950. Met zijn 38 jaar was hij direct een van de oudste spelers. Hij speelde van 1950 tot 1954 voor de Washington Senators, waarvoor hij 118 keer uitkwam.
Hij stierf twee dagen voor zijn 103e verjaardag.
- Library of Congress Control Number: no2003024816
- Virtual International Authority File: 4614456
- WorldCat: E39PBJfCyg6mj9jgcGgX96PRKd